# Document (àlbum)
Document és el cinquè àlbum d'estudi de la banda estatunidenca R.E.M.. Es va publicar el 31 de juliol de 1987 per I.R.S. Records amb la producció de Scott Litt.

## Producció
Aquest àlbum va significar la primera col·laboració entre la banda i el productor Scott Litt, que fou tan positiva que es va repetir en successius treballs més. Litt es va encarregar de muscular més el so de R.E.M., va ampliar el repertori d'instruments però va donar més entitat a les guitarres. R.E.M. va decidir començar a experimentar amb el seu so gràcies als nous instruments com el saxòfon o la mandolina, i per fomentar l'experimentació van començar a intercanviar-se els instruments tan en els assaigs, a l'estudi, i als concerts.
El primer senzill del disc, «The One I Love», va representar el primer Top 10 de la banda a la llista estatunidenca, i l'àlbum va esdevenir disc de platí.
L'àlbum va ser molt ben valorat per part de la crítica, la majoria destacant que havia set el millor disc de R.E.M. fins al moment. Per exemple, la revista Rolling Stone el va destacar entre els millors de la dècada del 1980 (41ena posició), i també dins els 500 millors àlbums de tots els temps, concretament la 462è lloc.
Posteriorment es van realitzar dos rellançaments del disc, l'any 1999 ho va fer I.R.S. Records amb la remasterització de Bob Ludwig, i el 2005 ho va fer Capital Records amb les mescles de so realitzades per Elliot Scheiner, aquest per commemorar el 25è aniversari de la seva publicació.

## Llista de cançons
Totes les cançons foren escrites i compostes per Bill Berry, Peter Buck, Mike Mills i Michael Stipe. 
| 1.            | «Finest Worksong»                                           |                                                        | 3:48  |
| 2.            | «Welcome to the Occupation»                                 |                                                        | 2:46  |
| 3.            | «Exhuming McCarthy»                                         |                                                        | 3:19  |
| 4.            | «Disturbance at the Heron House»                            |                                                        | 3:32  |
| 5.            | «Strange»                                                   | Bruce Gilbert, Graham Lewis, Colin Newman, Robert Grey | 2:31  |
| 6.            | «It's the End of the World as We Know It (And I Feel Fine)» |                                                        | 4:05  |
| Durada total: | Durada total:                                               | Durada total:                                          | 20:01 |

| 1.            | «The One I Love»       | 3:17  |
| 2.            | «Fireplace»            | 3:22  |
| 3.            | «Lightnin' Hopkins»    | 3:20  |
| 4.            | «King of Birds»        | 4:09  |
| 5.            | «Oddfellows Local 151» | 5:21  |
| Durada total: | Durada total:          | 19:29 |

| 12. | «Finest Worksong (Other Mix)» (cara-B del senzill 12" «Finest Worksong»)                                                                                        |              | 3:47 |
| 13. | «Last Date» (cara-B dels senzills 12" «The One I Love» i 7" «It's the End of the World as We Know It (And I Feel Fine)»)                                        | Floyd Cramer | 2:16 |
| 14. | «The One I Love» (directe al McCabe's Guitar Shop) (cara-B dels senzills 12" «The One I Love» i 7" «It's the End of the World as We Know It (And I Feel Fine)») |              | 4:06 |
| 15. | «Time After Time, Etc.» (directe) (cara-B dels senzills 7" i 12" «Finest Worksong», i 12" «It's the End of the World as We Know It (And I Feel Fine)»)          |              | 8:22 |
| 16. | «Disturbance at the Heron House» (directe al McCabe's Guitar Shop) (cara-B del senzill 12" «The One I Love»)                                                    |              | 3:26 |
| 17. | «Finest Worksong» (Lengthy Club Mix) (cara-B del senzill 12" «Finest Worksong»)                                                                                 |              | 2:38 |

| 1.            | «Finest Worksong»                                           | 4:10  |
| 2.            | «These Days»                                                | 3:36  |
| 3.            | «Lightnin' Hopkins»                                         | 3:43  |
| 4.            | «Welcome to the Occupation»                                 | 2:52  |
| 5.            | «Driver 8»                                                  | 3:35  |
| 6.            | «Feeling Gravitys Pull»                                     | 5:31  |
| 7.            | «I Believe»                                                 | 4:32  |
| 8.            | «The One I Love»                                            | 4:20  |
| 9.            | «Exhuming McCarthy»                                         | 3:23  |
| 10.           | «Wolves, Lower»                                             | 4:23  |
| 11.           | «Fall On Me»                                                | 3:05  |
| 12.           | «Just a Touch»                                              | 3:04  |
| 13.           | «Oddfellows Local 151»                                      | 5:01  |
| 14.           | «Little America»                                            | 2:50  |
| 15.           | «It's the End of the World as We Know It (And I Feel Fine)» | 4:01  |
| 16.           | «Begin the Begin»                                           | 3:58  |
| 17.           | «Disturbance at the Heron House»                            | 3:42  |
| 18.           | «Moral Kiosk»                                               | 3:02  |
| 19.           | «Life and How to Live It»                                   | 6:28  |
| 20.           | «So. Central Rain»                                          | 5:19  |
| Durada total: | Durada total:                                               | 80:35 |

## Posició en llistes
| Llista (1987) | Posició | Certificacions |
| ------------- | ------- | -------------- |
| Austràlia     | 47      | Or             |
| Estats Units  | 10      | Platí          |
| Regne Unit    | 28      | Or             |

## Crèdits
| R.E.M. - Bill Berry – bateria, veus addicionals - Peter Buck – guitarra, dulcimer - Mike Mills – baix, teclats, veus addicionals - Michael Stipe – cantant Músic addicionals - Steve Berlin – vents - Carl Marsh – sintetitzador Fairlight CMI | Producció - R.E.M. – producció - Scott Litt – producció - Steve Catania – enginyeria - Tom Der – enginyeria - Toni Greene – enginyeria - Gary Laney – enginyeria - Ted Pattison – enginyeria - Todd Scholar – enginyeria - Bob Ludwig – masterització - Elliot Scheiner – mescles - Jim McKay – fotografia - Michael Meister – fotografia - Sandra-Lee Phipps – fotografia - Ron Scarselli – fotografia |